# Matthias Christen
Matthias Christen (* 23. November 1966 in Luzern) ist ein schweizerisch-deutscher Literatur-, Film- und Medienwissenschaftler. Er ist seit 2011 Professor für Medienwissenschaft an der Universität Bayreuth.

## Leben
Matthias Christen wuchs in Engelberg auf. Er studierte Deutsche Philologie, Philosophie und griechische Literatur an der Eberhard-Karls-Universität Tübingen (1985–88) und an der Universität Konstanz (1988–1991). Von 1992 bis 1993 war er wissenschaftlicher Mitarbeiter und von 1995 bis 1997 Assistent am Lehrstuhl von Gerhart von Graevenitz in Konstanz. Von 1992 bis 2000 war er zudem verantwortlicher Redakteur der Deutschen Vierteljahrsschrift für Literaturwissenschaft und Geistesgeschichte. Er promovierte 1997 in Konstanz mit einer Arbeit über die Formgeschichte und Semantik der Lebensreise in Text und Bild. Von 1997 bis 2001 war er Assistent von Ulrich Stadler am Deutschen Seminar der Universität Zürich.
Ab 2001 lebte er in Berlin. Von 2001 bis 2004 wurde ihm ein Habilitationsstipendium des Schweizerischen Nationalfonds zuteil. Zeitgleich absolvierte er eine fotografische Ausbildung an der Schule «Fotografie am Schiffbauerdamm» (fas) in Berlin. 2009 habilitierte er sich mit einer Arbeit über den Zirkusfilm an der Ruhr-Universität Bochum. Mentor war Vinzenz Hediger, langjährige Betreuerin war Christine N. Brinckmann (Universität Zürich).
Christen nahm Lehraufträge an der Karls-Universität in Prag (1997), an der FU Berlin (2002/03, 2009/10), an der Uni Bochum (2009/10) und der Universität Luzern (2011) sowie Vertretungsprofessuren in Münster (2010/11) und in Bochum (2011) wahr.
Seit 2011 ist er Professor (W2) für Medienwissenschaft an der Universität Bayreuth. Von 2013 bis 2016 versah er ebendort das Amt des Prodekans der Sprach- und Literaturwissenschaftlichen Fakultät. 2018 war er zudem Gastwissenschaftler an der Hebräischen Universität Jerusalem. 
Von 2015 bis 2019 war Christen Erster Vorsitzender der Gesellschaft für Medienwissenschaft.

## Forschung
Forschungsschwerpunkte von Christen sind Film, Fotografie und Zirkus. Die Habilitationsschrift über den Zirkusfilm geht von der These aus, dass die «Beschäftigung mit dem Zirkusfilm und der Frage, was ihn zusammenhält […] auf dem Umweg über ein filmhistorisch scheinbar peripheres Genre geradewegs zu einer zentralen Figur der Selbstverständigung moderner westlicher Gesellschaften» führe: «Im Zirkus als exotischer Gegenwelt werden mittels ritualisierter Grenzüberschreitungen die Normen verhandelt, die für das jeweilige Umfeld konstitutiv sind.» Christen war weiter an Forschungsprojekten über das Filmmanifest, den Kosmopolitismus als «Schlüsseltrope zeitgenössischer Identitätsbildung und Selbstverständigung» im Film sowie über Kosmopolitismus und Afropolitismus beteiligt.

## Publikationen (Auswahl)

### Monografien
- «to the end of the line». Zu Formgeschichte und Semantik der Lebensreise. Fink, München 1999, ISBN 978-3-7705-3410-4.
- Die letzten Bilder. Tod, Erinnerung und Fotografie in der Zentralschweiz. Hier + Jetzt, Baden 2010, ISBN 978-3-03-919094-2.
- Der Zirkusfilm. Exotismus – Konformität – Transgression (= Zürcher Filmstudien. 23). Schüren, Marburg 2010, ISBN 978-3-89472-523-5. (Open Access [PDF; 5,4 MB])

### Herausgeberschaft
- mit Gerhart von Graevenitz, Odo Marquard: Kontingenz (= Poetik und Hermeneutik. Bd. XVII). Fink, München 1998, ISBN 978-3-7705-3263-6. (online)
- Fotografie und Film (= Fotogeschichte. Heft 147). Jonas, Marburg 2018.
- mit Kathrin Rothemund: Cosmopolitan Cinema. Kunst und Politik in der zweiten Moderne. Schüren, Marburg 2019, ISBN 978-3-89472-995-0.